# جوش غودال
جوش غودال (بالإنجليزية: Josh Goodall)‏ مواليد 17 أكتوبر 1985 في إنجلترا، هو لاعب كرة مضرب بريطاني بدأ مسيرته كمحترف سنة 2004 يلعب باليد اليمنى ويحتل حالياً المرتبة رقم. 997 (24 نوفمبر 2014) في تصنيف رابطة محترفي كرة المضرب. أعلى تصنيف له في الفردي كان المركز الـ 184 في سنة 2009.

## الخط الزمني للفردي
مفتاح
| ف | ن | ن.ن | ر.ن | د# | د.م | ل | أ.أ | ت | غ | ب | ف | ذ | م.خ | ل.ت |

(ف) فاز بالبطولة (ن) وصل النهائي (ن.ن) نصف النهائي (ر.ن) ربع النهائي (د#) الأدوار الأربعة الأولى (د.م) دور المجموعات (ل) شارك في كأس ديفيز (أ.أ) خرج من الأدوار الاولى (ت) خسر التصفيات التأهيلية (غ) غاب عن الحدث أو البطولة (ب) حصل على ميدالية برونزية (ف) حصل على ميدالية فضية (ذ) حصل على ميدالية ذهبية (م.خ) بطولة الماسترز خُفضت إلى مرتبة أقل (ل.ت) البطولة لم تعقد في السنة المعينة.
لتجنب الارتباك وازدواجية الحساب، يتم تحديث هذه المعلومات إما في نهاية البطولة، أو عندما تكون مشاركة اللاعب في البطولة قد انتهت.
| الدورة            | 2004 | 2005 | 2006 | 2007 | 2008 | 2009 | 2010 | 2011 | 2012 | 2013 | ف-خ |
| ----------------- | ---- | ---- | ---- | ---- | ---- | ---- | ---- | ---- | ---- | ---- | --- |
| أستراليا المفتوحة | غ    | غ    | غ    | غ    | غ    | ت1   | غ    | غ    | غ    | غ    | 0–0 |
| فرنسا المفتوحة    | غ    | غ    | غ    | ت1   | ت1   | ت1   | غ    | غ    | ت1   | غ    | 0–0 |
| ويمبلدون          | غ    | د1   | د1   | د1   | ت2   | د1   | ت2   | غ    | د1   | ت1   | 0–4 |
| أمريكا المفتوحة   | غ    | غ    | د1   | غ    | ت2   | ت1   | غ    | غ    | ت1   | غ    | 0–1 |

## الخط الزمني للزوجي
مفتاح
| ف | ن | ن.ن | ر.ن | د# | د.م | ل | أ.أ | ت | غ | ب | ف | ذ | م.خ | ل.ت |

(ف) فاز بالبطولة (ن) وصل النهائي (ن.ن) نصف النهائي (ر.ن) ربع النهائي (د#) الأدوار الأربعة الأولى (د.م) دور المجموعات (ل) شارك في كأس ديفيز (أ.أ) خرج من الأدوار الاولى (ت) خسر التصفيات التأهيلية (غ) غاب عن الحدث أو البطولة (ب) حصل على ميدالية برونزية (ف) حصل على ميدالية فضية (ذ) حصل على ميدالية ذهبية (م.خ) بطولة الماسترز خُفضت إلى مرتبة أقل (ل.ت) البطولة لم تعقد في السنة المعينة.
لتجنب الارتباك وازدواجية الحساب، يتم تحديث هذه المعلومات إما في نهاية البطولة، أو عندما تكون مشاركة اللاعب في البطولة قد انتهت.
| الدورة            | 2004 | 2005 | 2006 | 2007 | 2008 | 2009 | 2010 | 2011 | 2012 | 2013 | ف-خ |
| ----------------- | ---- | ---- | ---- | ---- | ---- | ---- | ---- | ---- | ---- | ---- | --- |
| أستراليا المفتوحة | غ    | غ    | غ    | غ    | غ    | غ    | غ    | غ    | غ    | غ    | 0–0 |
| فرنسا المفتوحة    | غ    | غ    | غ    | غ    | غ    | غ    | غ    | غ    | غ    | غ    | 0–0 |
| ويمبلدون          | غ    | د1   | د2   | د1   | د1   | د1   | د2   | د1   | د1   | غ    | 2–7 |
| أمريكا المفتوحة   | غ    | غ    | غ    | غ    | غ    | غ    | غ    | غ    | غ    | غ    | 0–0 |

## روابط خارجية
- جوش غودال على موقع رابطة محترفي التنس (الإنجليزية)
- جوش غودال على موقع الاتحاد الدولي لكرة المضرب (الإنجليزية)
- جوش غودال على موقع كأس ديفيز (الإنجليزية)
- جوش غودال على موقع خلاصة التنس.كوم (الإنجليزية)
- جوش غودال على موقع اتحاد ألعاب الكومنولث (مؤرشف) (الإنجليزية)